# Marți
Marți este în mod tradițional a doua zi a săptămânii (pentru țările în care săptămâna începe lunea), care cade între zilele de luni și miercuri.

## Etimologie
În latină Martis dies  = Ziua lui Marte (zeul roman al războiului).

## Astrologie
Ziua de marți este asociată cu planeta Marte și împarte cu ea simbolul ♂. Deoarece Marte guvernează zodiile Berbec și Scorpion, semnele acestora sunt de asemenea asociate cu ziua de marți.